# 社会主义工人 (泰国)
社会主义工人，原名工人民主团体，是泰国的一个托洛茨基主义组织，成立于1998年。该组织是英国社会主义工人党领导的国际社会主义倾向的成员。
该组织坚持列夫·托洛茨基的“不断革命论”，认为社会主义仍然是解决当今时代的资本主义危机的方案。目前，该组织非常活跃，出版很多刊物，还在高等院校和工会举办讲座以及建立研究小组。